# Death Ramps
The Death Ramps è un singolo pubblicato dagli Arctic Monkeys sotto lo pseudonimo Death Ramps. Le due tracce presenti nel singolo sono entrambe b-side di Teddy Picker, estratto dal secondo album degli Arctic Monkeys Favourite Worst Nightmare.
Il singolo è stato pubblicato in versione vinile in sole 250 copie.

## Tracce
1. The Death Ramps – 3:19
2. Nettles – 1:45